# 佐洛埃格塞格區

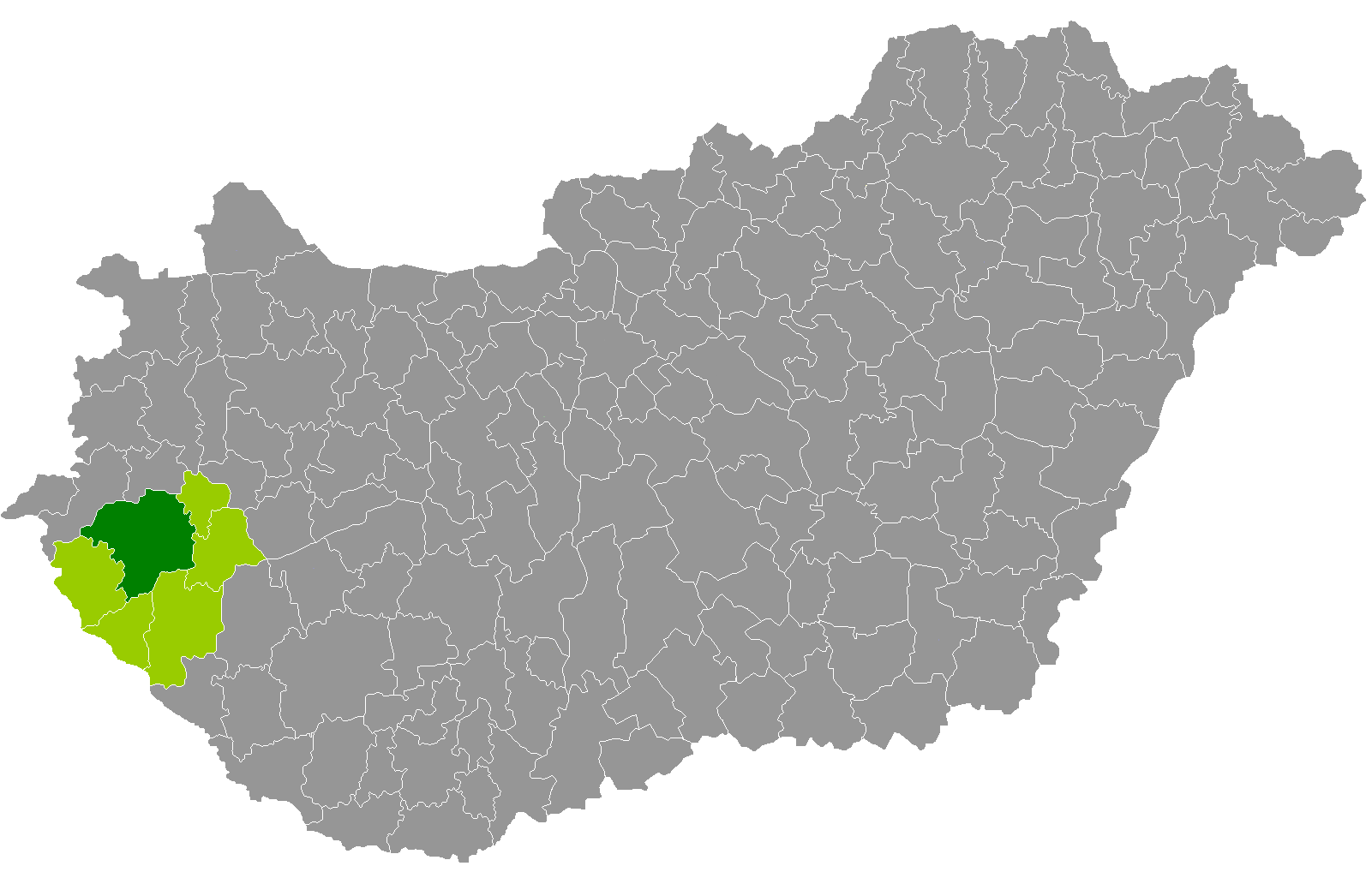

佐洛埃格塞格區（匈牙利語：Zalaegerszegi járás），是匈牙利佐洛州的一個區，位於該國西部，区府設於佐洛埃格塞格，面積1,045平方公里，2011年人口102,798，人口密度每平方公里98人。

## 市镇
佐洛埃格塞格區包含一个州级市、两个城镇和81个村庄。